# Koppervik
Die Koppervik (norwegisch für Kupferbucht) ist eine 400 m breite Bucht an der Nordküste Südgeorgiens. Sie liegt 2,7 km südwestlich des Kap Buller an der Nordwestseite der Bay of Isles.
Die Benennung der Bucht, die schon in der Zeit vor 1930 vorgenommen wurde, geht auf norwegische Walfänger zurück, die in den Gewässern um Südgeorgien operierten. Der weitere Benennungshintergrund ist nicht überliefert.